# Republika

Godło Republiki Paragwaju

Republika (łac. res publica – dosł. rzecz pospolita, rzecz publiczna, rzecz stworzona pospołu) – forma rządu, w którym głową państwa jest osoba lub grupa osób wybierana na określony czas lub/oraz na czele państwa stoi kadencyjny organ wyłoniony w drodze wyborów powszechnych.
Do czasów II wojny światowej w języku polskim w nomenklaturze polityczno-prasowej używano słowa Rzeczpospolita. Odnoszono je nie tylko do Polski (jak się to obecnie robi), ale również do innych państw o ustroju republikańskim, szczególnie do Rzeczypospolitej Rzymskiej, Rzeczypospolitej Francuskiej, Rzeczypospolitej Weneckiej i Rzeczypospolitej San Marino.
W republice występują różne systemy rządów, zależnie od organu sprawującego władzę, którym może być:
- prezydent wybierany na określony czas, z ograniczoną (albo z nieograniczoną) możliwością ponownego wyboru; prezydent może być odpowiedzialny przed innym organem państwa, bądź posiadać nieograniczoną władzę;
- rząd odpowiedzialny przed parlamentem lub przed prezydentem.

Z uznaniem (albo nieuznaniem) danego państwa za republikę istnieją poważne problemy ze względu na liczne historyczne definicje. Pod pojęciem republiki rozumiano kiedyś:
- Państwo o ustroju niemonarchicznym. Stanowisko to podzielali Machiavelli i Monteskiusz. Sam Monteskiusz dzielił republiki na demokratyczne i arystokratyczne.
- Państwo, czyli wspólnotę zjednoczoną prawem i wspólnym pożytkiem, jak pisał Jean Bodin. Uważał on monarchię za najlepszą republikę.
- Państwo o ustroju mieszanym, łączącym cechy monarchii, arystokracji i demokracji.

Ostatnia definicja szczególnie popularna była wśród polskich autorów, wzorujących się na stoikach rzymskich. Właśnie z tego powodu nazwano monarchię Królestwa Polskiego rzecząpospolitą, czyli republiką.

## Historia
- w początkach VI wieku p.n.e. – powstała demokracja ateńska, jako pierwowzór ustroju republikańskiego. W języku greckim słowo δημοκρατία oznaczało i oznacza także dziś republikę.
- V–I wiek p.n.e. – klasyczna Republika rzymska, skąd wywodzi się termin republika.
- w średniowieczu – powstały miejskie republiki w Italii wzorowane na klasycznej rzymskiej, np. Florencka, Sieny, Lukki, oraz republiki kupieckie: Republika Wenecka, Republika Genui, a także ruska Republika Nowogrodzka – niektóre z tych republik dotrwały do późniejszych czasów. Ponadto powstał wtedy również Związek Szwajcarski, jako republika federalna istniejąca do dziś.
- XVI–XVIII wiek – Rzeczpospolita Obojga Narodów (rzeczpospolita=republika) jako przykład państwa o ustroju mieszanym: republiki z monarchią; ponadto w Holandii powstała Republika Zjednoczonych Prowincji, jako republika federalna o charakterze protestanckim (kalwińskim).
- przełom XVIII i XIX wieku – w wyniku rewolucji amerykańskiej utworzono Stany Zjednoczone, które miały już charakter republiki nowożytnej; w wyniku rewolucji francuskiej Francja została tymczasowo przekształcona w republikę – również później, w wyniku wojen napoleońskich w Italii powstały nowe, krótkotrwałe republiki, np. Cisalpińska, Partenopejska czy Rzymska. Ustrój republikański dwukrotnie wybierali Grecy, raz w powstaniu 1800 r. proklamując Republikę Heptanezu, następnie po sukcesie pierwszej fazy powstania 1821, proklamując Republikę Grecji. Jednak w zamian za wsparcie mocarstw, w 1832 r. przyjęli z zagranicy monarchę.
- lata 1815–1914 – utworzono Rzeczpospolitą Krakowską (istniała do 1846 roku); również Francja dwukrotnie przyjmowała na nowo ustrój republikański: w latach 1848 i 1870; nowe republiki powstały także w Ameryce Łacińskiej (np. Peru w 1821 roku).
- XX wiek – wiele państw w Europie, Azji i Afryce zaadaptowało ustrój republikański po obaleniu monarchii; powstałe republiki mają (bądź miały) bardzo różny charakter: liberalne (np. w zachodniej Europie po II wojnie światowej), socjalistyczne bądź komunistyczne (np. ZSRR, ChRL), islamskie (np. Iran) lub dyktatorskie junty wojskowe (liczne w Afryce).